# Neusticurus racenisi
Neusticurus racenisi là một loài thằn lằn trong họ Gymnophthalmidae. Loài này được Roze mô tả khoa học đầu tiên năm 1958.